# Поповски партизански отряд
Поповският партизански отряд е подразделение на Девета Шуменска въстаническа оперативна зона на НОВА по време на партизанското движение в България (1941-1944). Действа в района на Попово.
Първите партизани в Поповско формират през 1943 г. Поповската чета. През пролетта на 1944 г. се масовизира и в местността „Ялъта“ между землищата на с. Сеячи и с. Звезда е формиран Поповският партизански отряд. Командир е Ангел Цанев, политкомисар - Генчо Пенчев. Началник-щаб на отряда е Димитър Димитров. 
Провежда акции в с. Глогинка, с. Церовец, с. Кацелово, на шосето между с. Славяново и с. Берковски. Съвместно с Търговищкия и Омуртагския партизански отряд овладява с. Осен, с. Кестеново и с. Черковна.
На 8 септември 1944 г. завзема с. Гагово, с. Кардам, с. Ломци, с. Зараево и с. Сеячи. На 9 септември установява властта на ОФ в гр. Попово.